# Valeyres-sous-Rances
Valeyres-sous-Rances ist eine politische Gemeinde im Distrikt Jura-Nord vaudois des Kantons Waadt in der Schweiz.

## Geographie
Valeyres-sous-Rances liegt auf 507 m ü. M., 3 km nördlich von Orbe und 9 km westsüdwestlich der Bezirkshauptstadt Yverdon-les-Bains (Luftlinie). Das Bauerndorf erstreckt sich im Tal des Mujon, der in das Jurafussplateau zwischen der Orbeebene und dem Jura eingetieft ist.
Die Fläche des 6,4 km² grossen Gemeindegebiets umfasst einen Abschnitt des Jurafussplateaus. Darin haben der Mujon, sein Quellbach Ruisseau du Vua und weitere kleine Seitenbäche ein Talsystem eingegraben. Der höchste Punkt von Valeyres-sous-Rances wird mit 600 m ü. M. auf dem Plateau erreicht. Nach Osten erstreckt sich der Gemeindeboden über die Höhe bei Chalet Barbey (510 m ü. M.) in einem schmalen Zipfel in die flache Orbeebene hinaus. Die Ostgrenze bildet die hier in ein Kanalbett eingezwängte Thielle. Von der Gemeindefläche entfielen 1997 6 % auf Siedlungen, 12 % auf Wald und Gehölze und 82 % auf Landwirtschaft.
Zu Valeyres-sous-Rances gehören der Weiler La Robellaz (550 m ü. M.) westlich oberhalb des Dorfes sowie einige Einzelhöfe. Nachbargemeinden von Valeyres-sous-Rances sind Rances, Mathod, Orbe, Montcherand und Sergey.

## Bevölkerung
Mit 583 Einwohnern (Stand 31. Dezember 2023) gehört Valeyres-sous-Rances zu den kleineren Gemeinden des Kantons Waadt. Von den Bewohnern sind 95,0 % französischsprachig, 1,8 % deutschsprachig und 0,8 % italienischsprachig (Stand 2000). Die Bevölkerungszahl von Valeyres-sous-Rances belief sich 1900 auf 479 Einwohner. Danach wurde bis 1980 eine Abnahme auf 290 Einwohner verzeichnet, seither hat die Bevölkerung wieder deutlich zugenommen.

## Wirtschaft
Valeyres-sous-Rances war bis Mitte des 20. Jahrhunderts ein hauptsächlich durch die Landwirtschaft geprägtes Dorf. Noch heute hat der Weinbau an den Hängen des Mujontals eine grosse Bedeutung. Auf den fruchtbaren Böden des Jurafussplateaus und der Orbeebene wird vorwiegend Ackerbau betrieben. Weitere Arbeitsplätze bietet das lokale Kleingewerbe an. In den letzten Jahrzehnten hat sich Valeyres-sous-Rances zu einer Wohngemeinde entwickelt. Zahlreiche Erwerbstätige sind deshalb Wegpendler, die vor allem in Orbe und Yverdon ihrer Arbeit nachgehen.

## Verkehr
Die Gemeinde liegt zwar abseits der grösseren Durchgangsstrassen, ist aber durch den rund 2 km entfernten Anschluss Orbe an die Autobahn A9 leicht zu erreichen. Durch die beiden Postautolinien Yverdon - Orbe und Orbe - Baulmes ist Valeyres-sous-Rances an das Netz des öffentlichen Verkehrs angebunden.

## Geschichte
Die erste urkundliche Erwähnung des Ortes erfolgte 1272 unter dem Namen Valieres; 1485 erschien die Schreibweise Vallieres. Valeyres-sous-Rances gehörte im Mittelalter zur Herrschaft Les Clées. Mit der Eroberung der Waadt durch Bern im Jahr 1536 wurde das Dorf Teil der Kastlanei Les Clées unter der Landvogtei Yverdon. Weil mehrere bernische Patrizierfamilien ihren Sommersitz in Valeyres-sous-Rances hatten, erhielt der Ort im 18. Jahrhundert den Übernamen das kleine Bern. Nach dem Zusammenbruch des Ancien Régime gehörte Valeyres-sous-Rances von 1798 bis 1803 während der Helvetik zum Kanton Léman, der anschliessend mit der Inkraftsetzung der Mediationsverfassung im Kanton Waadt aufging. Es wurde 1798 dem Bezirk Orbe zugeteilt. Im 18. und 19. Jahrhundert galt Valeyres-sous-Rances als kulturelles Zentrum für die umliegenden kleinen Ortschaften.

## Sehenswürdigkeiten
Auf dem Hügel bei La Robellaz steht die reformierte Kirche Saint-Jacques, die im Stil der Gotik im 14. und 15. Jahrhundert über einem romanischen Vorgängerbau neu errichtet wurde. Valeyres-sous-Rances besitzt ein gut erhaltenes Ortsbild mit mehreren Häusern, die unter Denkmalschutz stehen. Dazu zählen das Maison de Dîme (Zehntenhaus) aus dem 17. Jahrhundert mit einem Krüppelwalmdach im Berner Stil, das Haus Bonstetten aus dem 17. Jahrhundert (um 1820 umgebaut) und die Vieille Auberge, ein charakteristisches Winzerhaus aus dem 16. Jahrhundert mit spätgotischen Fenstern. Le Manoir de Valeyres ist ein von einem spätgotischen Treppenturm flankierter Herrensitz, von dem Teile aus dem 16. Jahrhundert stammen, später erfolgten mehrere Umbauten.

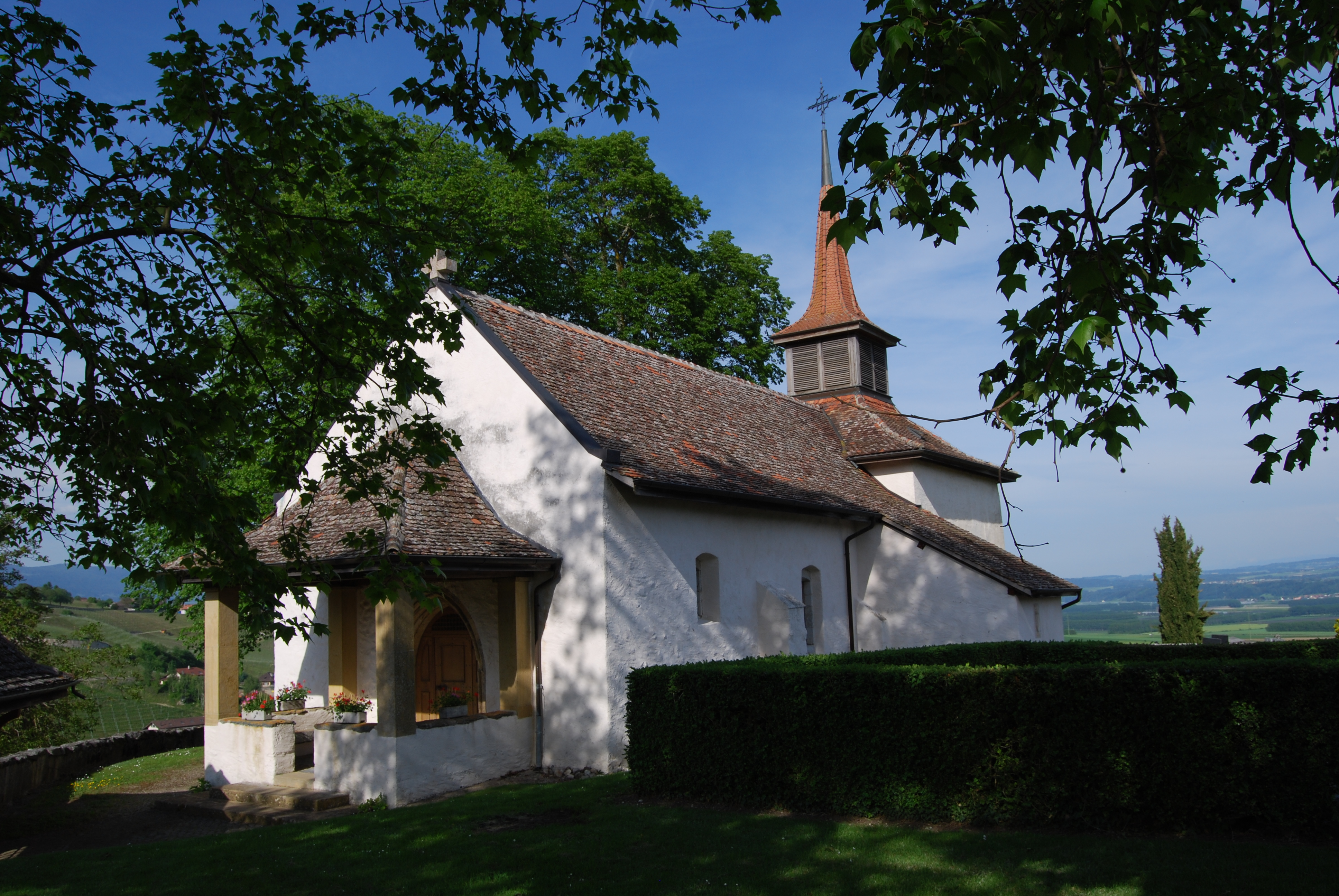
Kirche
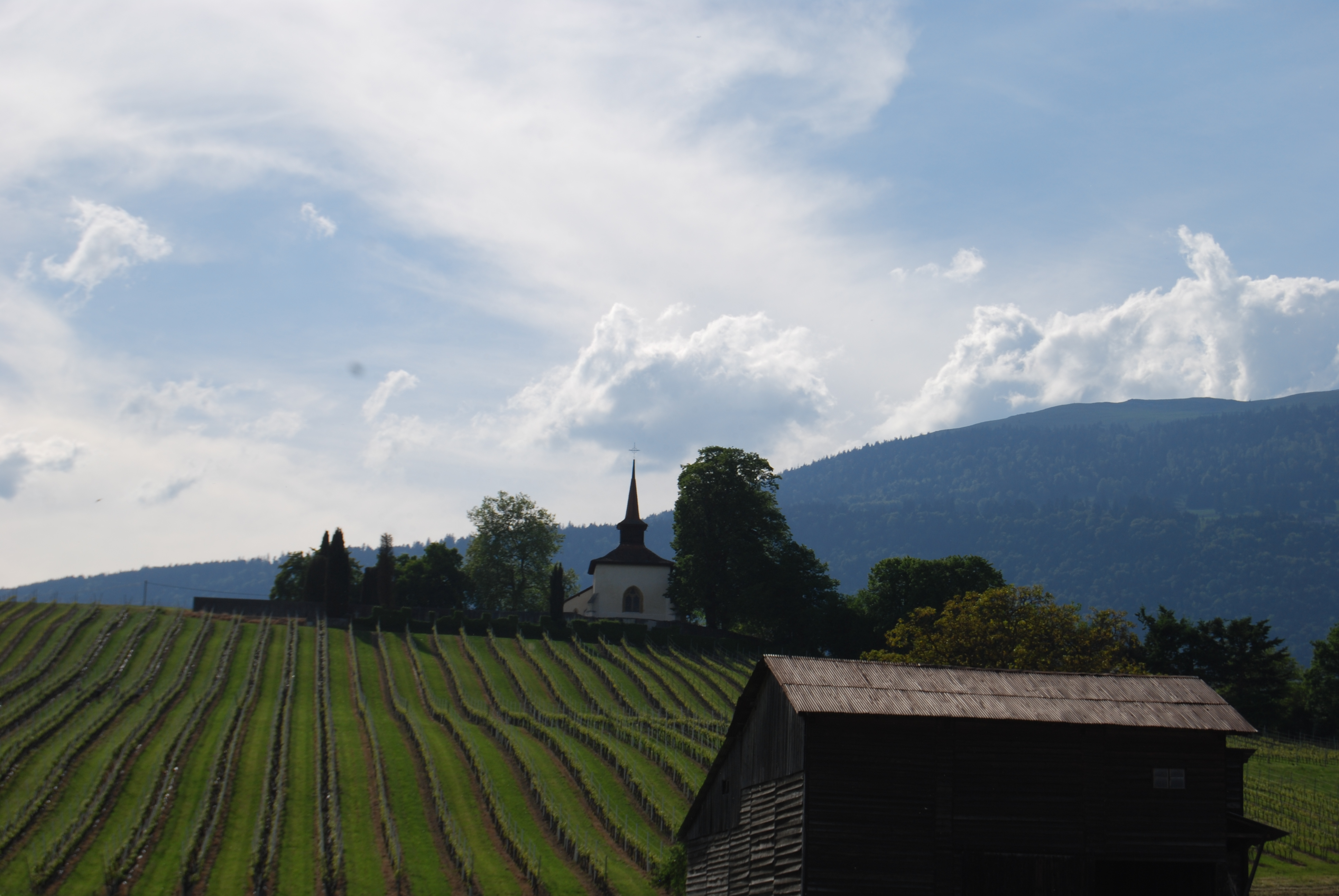
Die Kirche vom Dorf aus gesehen
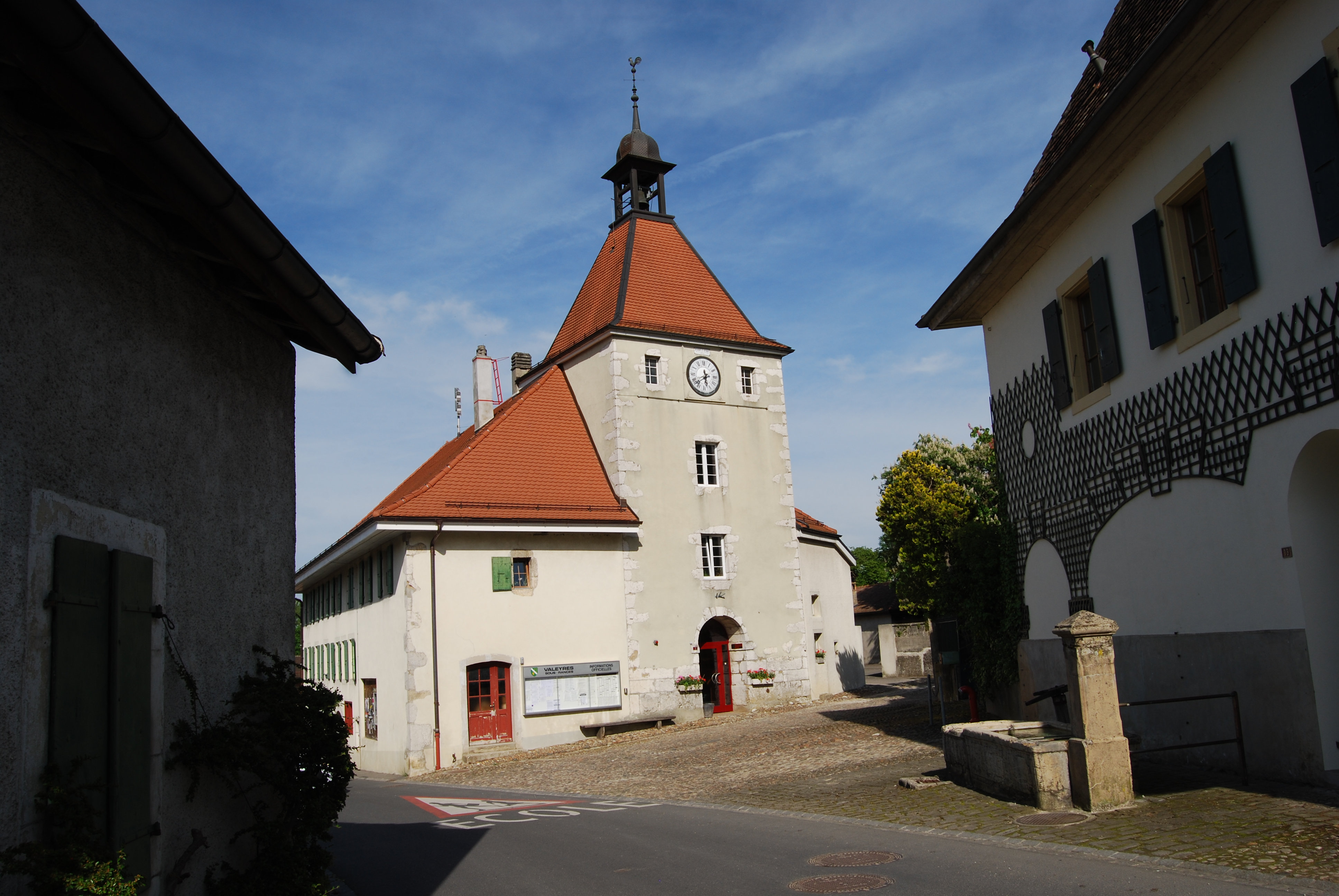
Ehemaliges Zehntenhaus, beherbergt heute die Gemeindeverwaltung
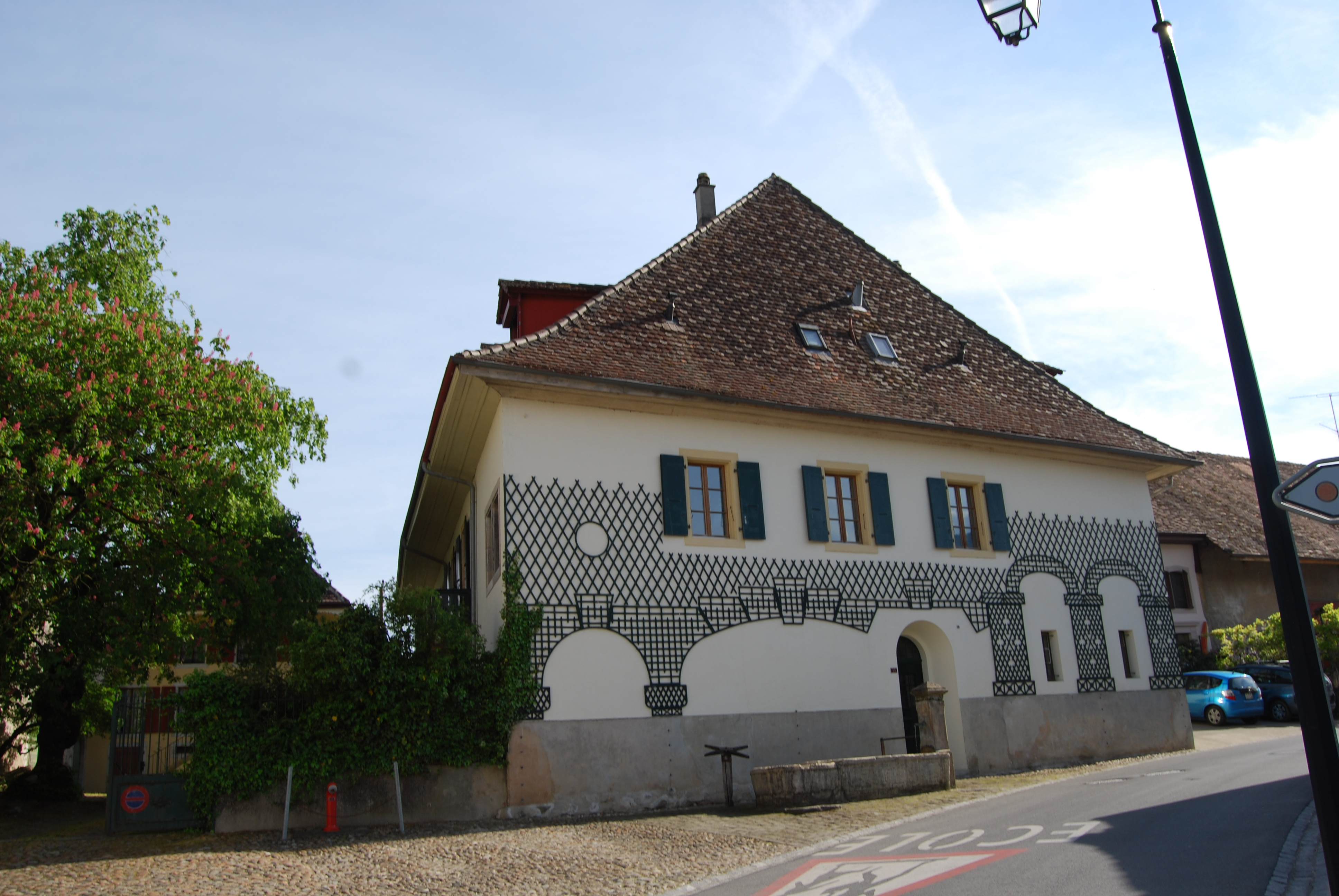
Winzerhaus
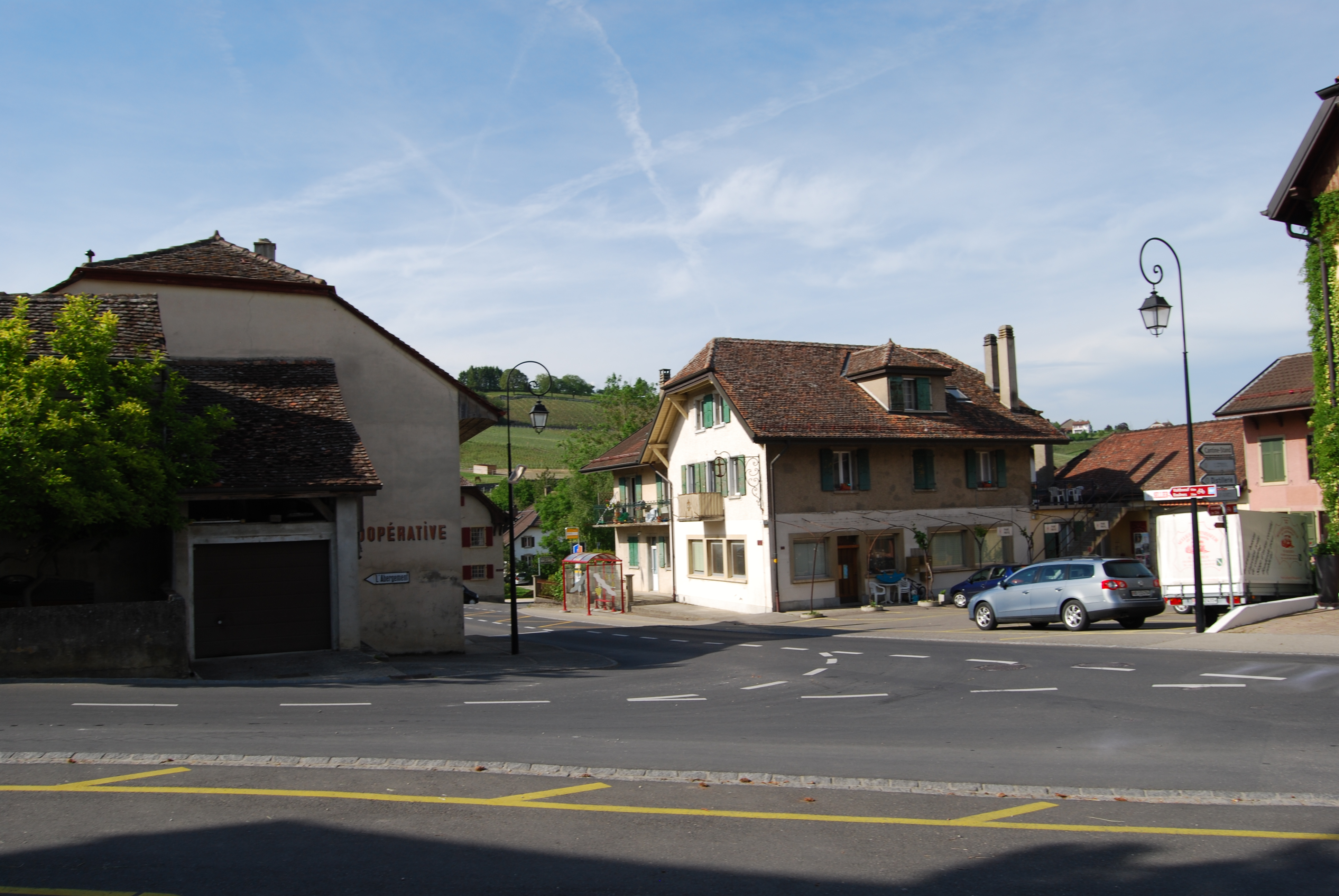
Dorfzentrum
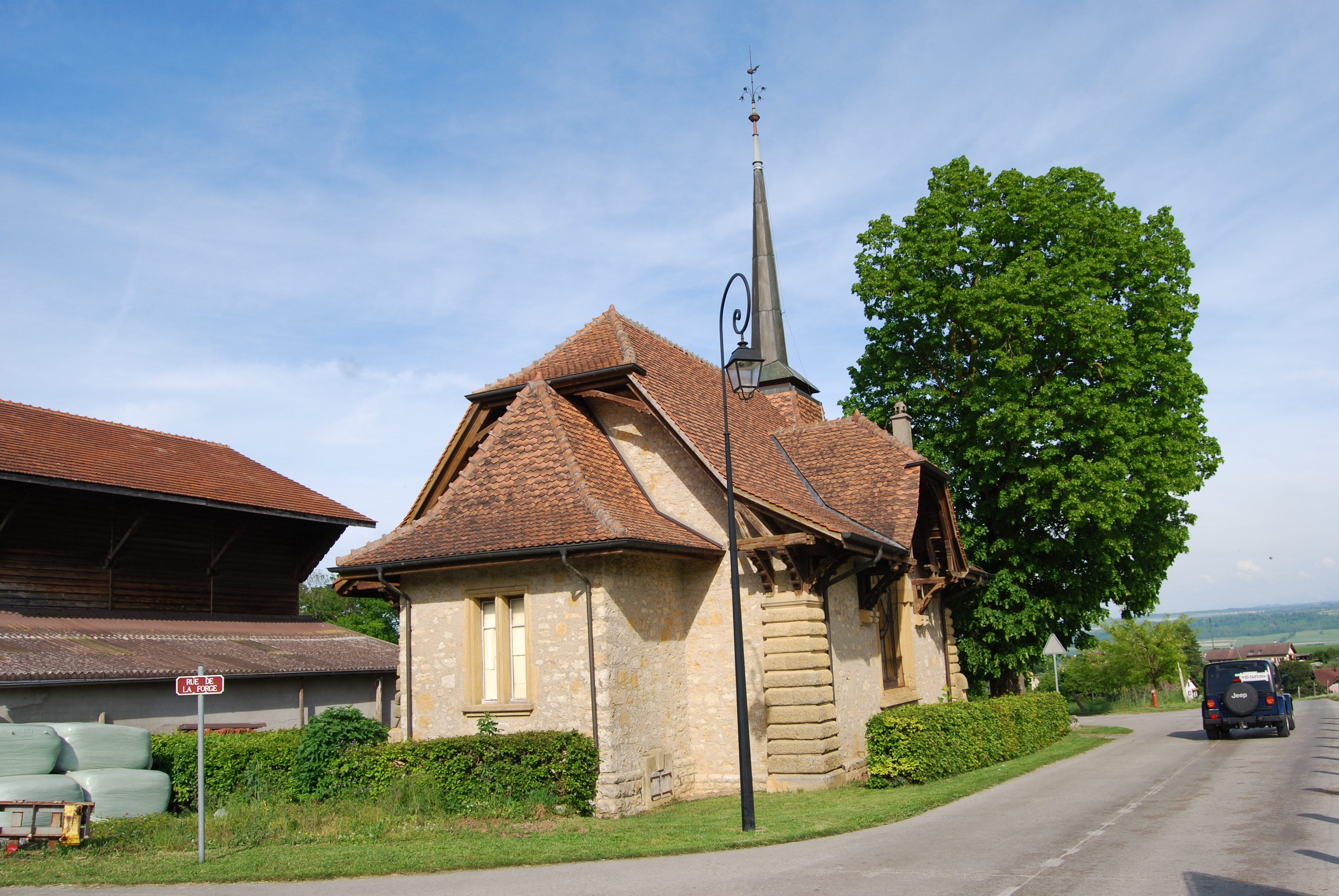
Kapelle
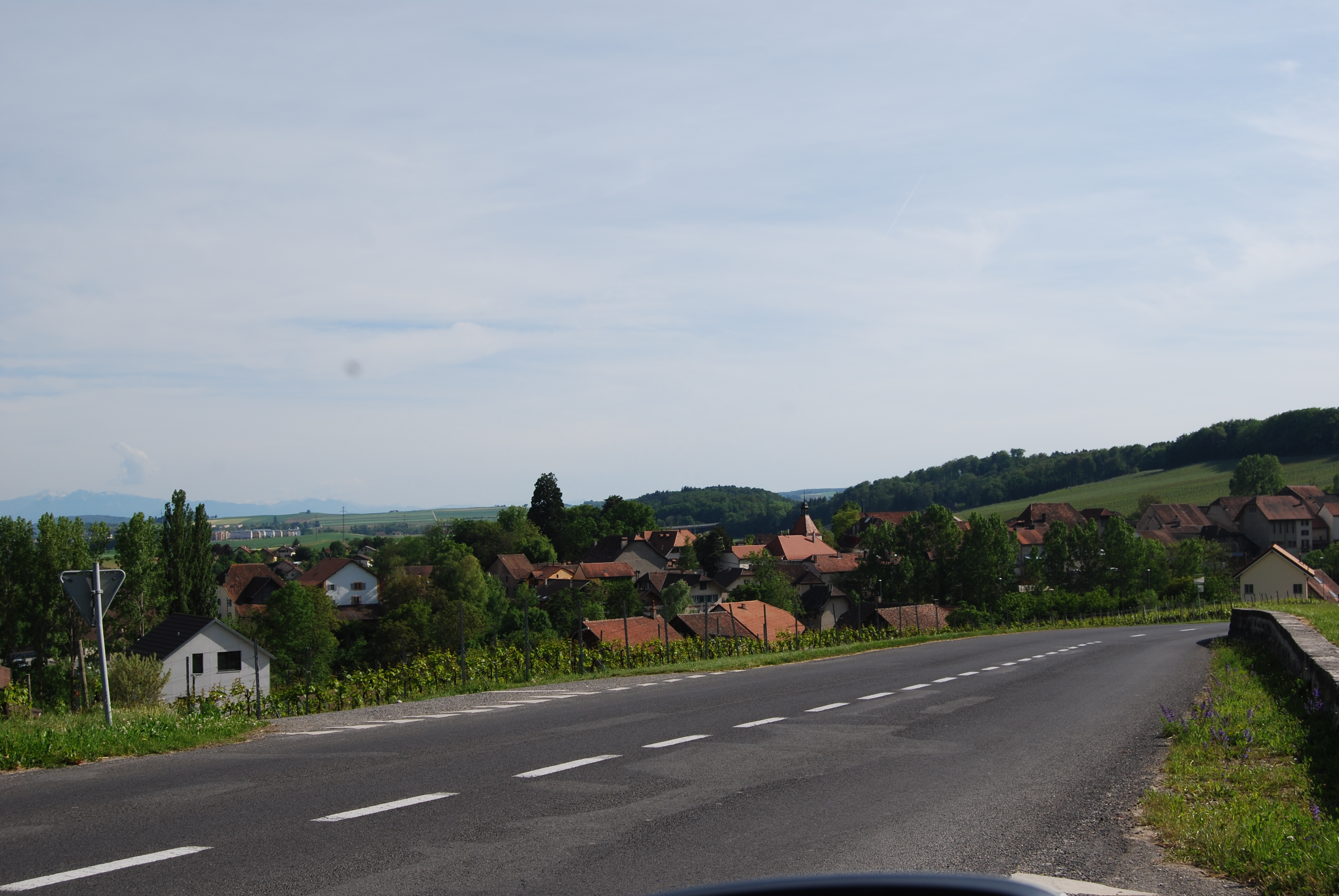
Sicht auf das Dorf von Rances aus
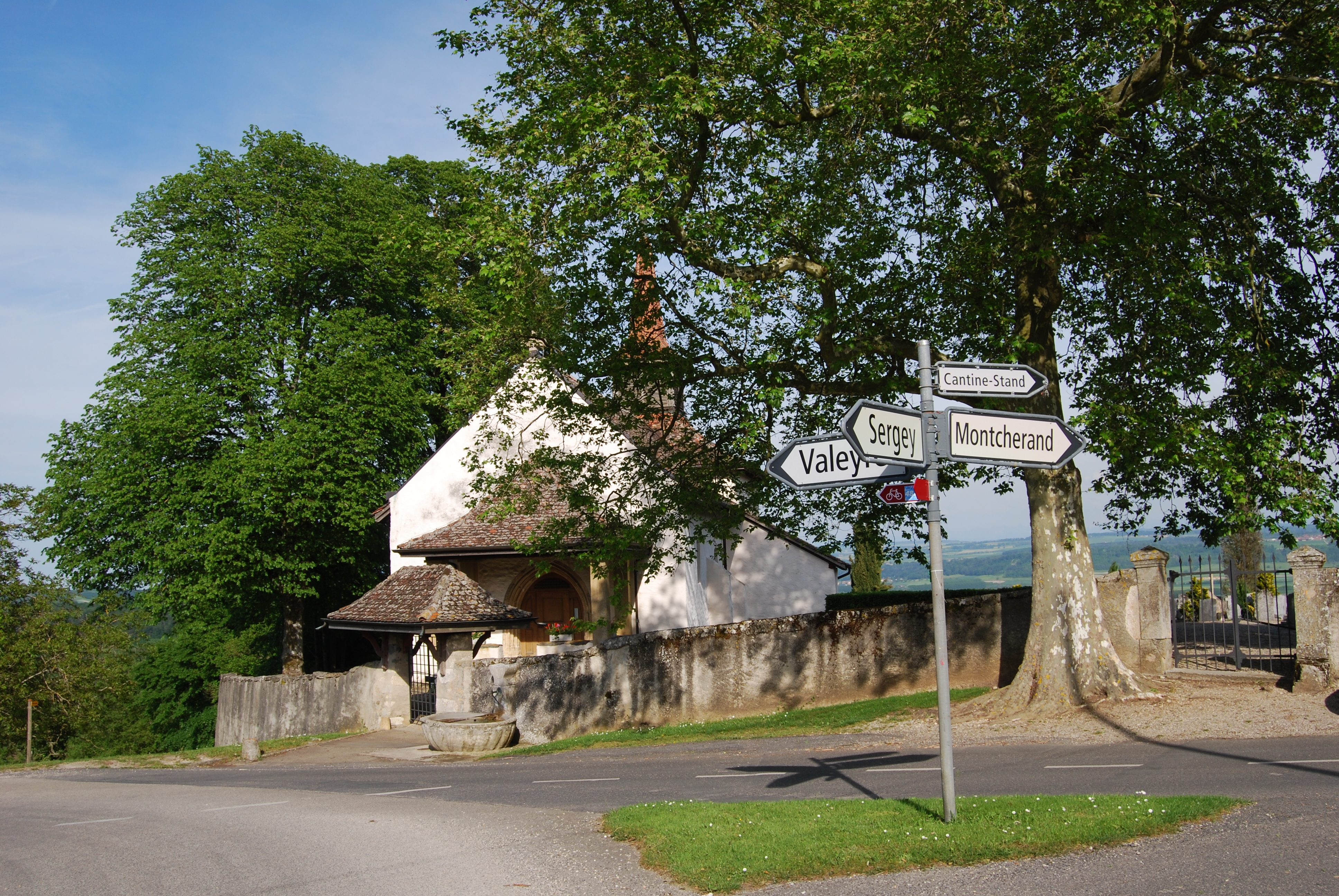
Wegweiser vor der Kirche

## Persönlichkeiten
- Valérie de Gasparin, geborene Boissier, Schriftstellerin und Menschenrechtlerin, lebte zwischen 1847 und 1871 in Valeyres-sous-Rances
- Jean-Pierre Grin-Hofmann (* 1947), in Valeyres-sous-Rances geborener Landwirt und Politiker, Mitglied des Nationalrates